# دستگاه ریزسیال کاغذی
تشخیص اولین مرحله درمان هر بیماری است و دستگاه تحلیلی ریزسیال کاغذی (Microfluidic Paper-Based Analytical Devices) می‌توانند این مرحلهٔ حیاتی را تسهیل کنند.
اغلب اوقات این مرحلهٔ مهم به وسیلهٔ استفاده کردن از ابزارهای آزمایشگاهی سنتی که اطلاعات کمّی خوبی از نمونه‌های زیستی در اختیار قرار می‌دهند، تحقق می‌یابد. اما امروزه دستگاه‌های تشخیص بیماری ارزان قیمت در دسترس اند و از آنجا که فناوری‌های تشخیصی مدرن حتی برای کشورهای توسعه یافته اقتصادی که می‌توانند چنین ابزارهای گران‌قیمتی را خریداری کنند – بسیار هزینه بالایی داشته و نیاز به نیروی آموزش دیده دارند. بنابراین دستگاه‌های ریزسیال کاغذی توسعه پیدا کردند تا نه تنها ابزارهای سازگار با محیط زیست و به صرفه‌ای باشند – مخصوصاً در کشورهای در حال توسعه- بلکه بتوان آزمایش‌ها را در شرایط اضطراری و در مناطق دور افتاده نیز انجام داد. این سیستم‌های تشخیصی که اغلب (Paper microfluidic analytic devices(µPDAs نامیده می‌شوند؛ از یک کاغذ الگودار که بر روی آن حجم کمی از ماده می‌تواند طبق الگو به حرکت درآید، استفاده می‌کنند. علاوه بر تمام موارد بالا، کاغذ نه تنها یک مادهٔ در دسترس و ارزان است؛ بلکه یک بستر خیلی سبک را تشکیل می‌دهد که می‌تواند به راحتی جابه‌جا شود.

## کاربردها
برای نخستین بار در سال ۲۰۰۷ دستگاه‌های میکروفلوئیدیک کاغذی غالباً برای شناسایی انواع مختلف مواد و ترکیبات توسط مارتینز و همکاران طراحی شدند، اما این ابزارها می‌توانند کارهای خاص دیگری را نیز انجام دهند. در واقع آن‌ها نه تنها برای آنالیزهای بیوشیمیایی کاربرد دارند بلکه برای تشخیص‌های پزشکی و پزشکی قانونی نیز مورد استفاده قرار می‌گیرند. از انواع مختلفی از کاغذها می‌توان برای ساخت دستگاه‌های میکروفلوئیدیک کاغذی استفاده کرد که مواد مختلفی از سلولز تا شیشه یا پلیمر را دربر می‌گیرد و هر نوع کاغذ بر اساس کاربردش می‌تواند عملکردهای مختلفی داشته باشد. یکی از اولین ابزارهای تشخیصی بر مبنای کاغذ برای آنالیز ادرار ساخته شد. این ابزارها برای اندازه‌گیری غلظت گلوکز و پروتئین ادرار از آزمون‌های رنگ سنجی استفاده می‌کردند. به برکت وجود صفحات کاغذی که در مقایسه با صفحات پلاستیکی میکرولیتری سنتی با هزینهٔ کمتری تولید می‌شوند، می‌توان بررسی‌های مختلف برای آزمایش‌های گوناگون را هم‌زمان انجام داد. کاربرد مهم دیگر برای دستگاه‌های میکروفلوئیدیک کاغذی شناسایی پاتوژن‌ها (عوامل بیماری زا) و سموم است. نظر به اینکه این ابزارهای تشخیصی مقرون به صرفه و دوست دار محیط زیست هستند؛ این آزمایش‌ها می‌توانند به دسته‌های بیوشیمیایی، ایمونولوژیک و شناسایی مولکولی براساس ساز و کار واکنش شان تقسیم‌بندی شوند.

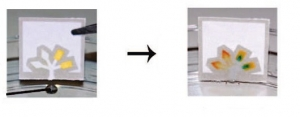
آزمایش ادرار با µPADs

## شناسایی و تمایز دستگاه‌ها
شناسایی مواد حاصل از واکنش‌های شیمیایی در ریزسیال کاغذی می‌تواند بر اساس رنگ‌سنجی، الکتروشیمی، نور منتشر شده از واکنش‌های شیمیایی (Chemiluminescence) و نور منتشر شده از واکنش‌های الکتریکی (electrochemiluminescence) باشد؛ اما اغلب دستگاه‌های میکروفلوئیدیک کاغذی با روش رنگ سنجی که معمولاً بر اساس تغییر رنگ ناشی از واکنش‌های شیمیایی یا آنزیمی است کار می‌کنند. روش رنگ سنجی به علت روش کار آسان و نمایش مستقیم تغییرات دریافتی رایج‌ترین شیوه آزمایش است که در µPADs استفاده می‌شود.
به علت انجام شدن واکنش‌هایی که با تغییر رنگ همراه است، بررسی نتایج می‌تواند به‌طور مستقیم با مشاهده کردن، ارزیابی شود (تست رنگ pH) و بدون داشتن اطلاعات زیاد دربارهٔ فرایندهای اساسی که اتفاق می‌افتد، در همین حد برای پاسخ بلی/خیر به عنوان جواب آزمایش کافی است. یکی از سیستم‌های رنگ سنجی که به کار می‌رود، استفاده از siloxane متصل شده به (aminopropyltriethoxysilane-3(APTMS به عنوان واکنش دهنده برای شناسایی طیف گسترده‌ای از موادی مثل H2O2 و گلوکز است. هنگامی که APTMS به گلوتارآلدهید(GA) متصل شود، ترکیب نهایی (APTMS-GA) رنگ قرمز آجری نشان می‌دهد و این تغییر رنگ هنگامی که این مجموعه با H2O2 و گلوکز واکنش دهد، قابل مشاهده است.
روش‌هایی که بر اساس نور منتشر شده از واکنش‌های شیمیایی و الکتریکی کار می‌کنند در محیط‌های تاریک و عاری از نورهای مزاحم انجام می‌شوند. این‌ها هم چنین رایج‌ترین روش‌های تشخیصی وابسته به مشاهده در محیط‌های میکروفلوئیدیک هستند؛ اما این روش‌ها به علت راحتی روش‌های رنگ سنجی هنوز به‌طور گسترده در دستگاه‌های آنالیزکننده بر پایهٔ میکروفلوئیدیک کاغذی مورد استفاده قرار نگرفته‌اند. روش‌های شناسایی بر اساس نور منتشر شده از واکنش‌های شیمیایی دارای حساسیت بالاتری است که شناسایی بیماری و اندازه‌گیری مواد حاصل از واکنشپ‌ها (آنالیت‌ها) را در اندازه‌های کوچک‌تر (نانو مولار) فراهم می‌کند.

## دستگاه‌های دو بعدی
به علت مراحل ساخت و مواد مورد استفاده، فرایندهای ساخت دستگاه‌های ریزسیال کاغذی ساده و ارزان هستند؛ در واقع قیمت تخمین زده شده کم‌تر از ۱۰ دلار برای هر متر مربع است. آن‌ها از شبکه‌ای از کانال‌های کوچک (ریزمجراها) آب دوست/آب گریز تشکیل شده‌اند که مایعات می‌توانند به وسیلهٔ نیروی کشش سطحی در هر دو بعد طولی و عرضی حرکت کنند. روش‌های زیادی برای ساختن دستگاه‌های میکروفلوئیدیک کاغذی وجود دارد که بستگی به شیوه مورد نظر برای شناسایی بیماری‌ها دارد. این مطلب کوتاه بر روی روش‌های ساخت مختلف دستگاه‌های میکروفلوئیدیک کاغذی تمرکز می‌شود.
اولین مرحلهٔ این روش بر اساس تبدیل بعضی از مناطق آب دوست کاغذ به آب گریز به وسیلهٔ چاپ خطوط آب گریز موازی ای است که ریزمجراها (میکروکانال‌ها) را مشخص می‌کنند. این یک شیوهٔ پایه‌ای برای چاپ الگوها بر روی برگه‌های کاغذ سلولزی است ولی تنها شیوهٔ ممکن نیست. ارتفاع میکروکانال‌ها به وسیلهٔ ضخامت کاغذی که مورد استفاده قرار می‌گیرد، تعیین می‌شود. به علت وجود موانع آب گریز، نمونه‌های آب دوست به اطراف پخش نمی‌شوند و در داخل کانال‌های تعبیه شده حرکت می‌کنند. جریان مایعات در داخل میکروکانال‌ها بر اساس جریان موئینگی است. روش‌های زیادی برای الگوسازی فرایندهایی که طول و عرض کانال‌های میکروفلوئیدیک را مشخص می‌کنند وجود دارد و هر شیوه مزایا و معایب خودش را دارد. این روش‌ها شامل چاپ موم(wax printing)، چاپ جوهرافشان،photolithography , flexography , plasma tratment , laser treatment , wet etching , screen printing و wax screening هستند.

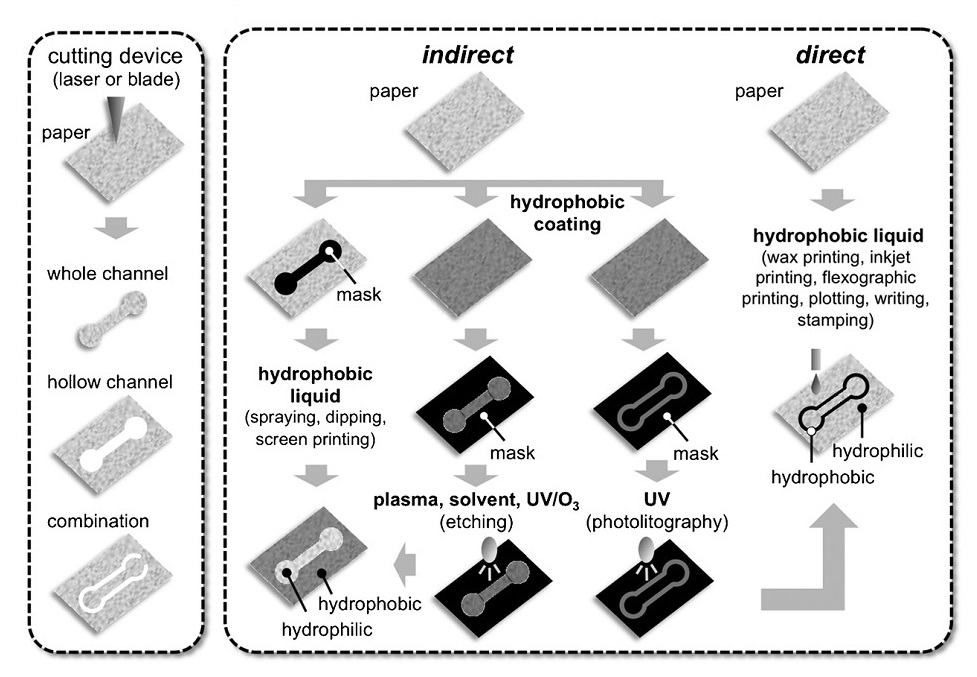
روش ایجاد مجراهای ریزسیال روی لایه‌های کاغذ

## چاپ موم
چاپ موم به علت سرعت(۵–۱۰ دقیقه) و هزینه کم (حدود ۰٫۰۰۰۱$ برای هر سانتی‌متر مربع کاغذ) برای ساخت شمار گسترده‌ای از دستگاه‌های آنالیز کاغذی به کار می‌رود و در یک دستهٔ جدا قرار داده می‌شود. به علاوه چاپ موم شیوه‌ای است که دارای کمترین مراحل می‌باشد. دو مرحلهٔ اصلی در فرایند ساخت، چاپ الگوهای موم (با عرض ۱۰۰ میکرون) روی سطوح کاغذ و ذوب شدن موم در داخل کاغذ برای تشکیل موانع آب گریز هستند. سه راه مختلف برای متوجه شدن این موضوع که الگوهای مومی و چاپ مستقیم به وسیلهٔ چاپگر موم، از ساده‌ترین و کارآمدترین روش‌ها هستند، وجود دارد. طراحی با یک قلم آغشته به موم یک روش جایگزین برای طراحی چنین الگوهایی است، اما برخی محققین ترجیح می‌دهند تا این الگوها را با یک چاپگر جوهر افشان معمولی چاپ کنند و سپس طرح و نقش را برای وضوح بهتر با یک قلم آغشته به موم روی طرح چاپ شده ایجاد کنند.

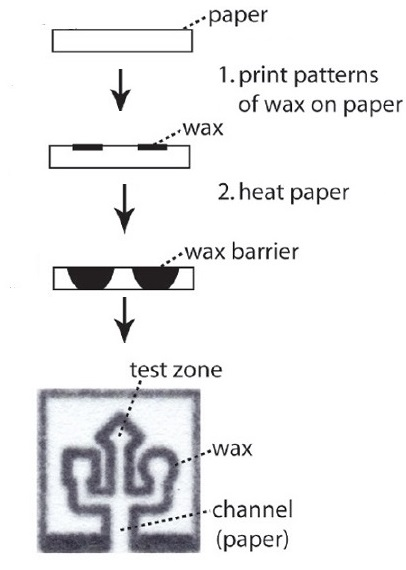
روش چاپ موم

| معایب | مزایا |
| --- | --- |
| -نیاز به موم‌های گران‌قیمت | -روش کار ساده |
| -چاپگرها و الگوها دقت بالایی ندارند (موم‌های تازه چاپ شده به‌طور عمودی پخش می‌شوند بنابراین عرض موانع آب گریز را افزایش می‌دهند) | -فرایند سریع(۵–۱۰ دقیقه) |
| -نیاز داشتن به یک مرحلهٔ گرمادهی اضافه                                                                                        | -کافی بودن برای اغلب کاربردهای (µPAD)                                                                                                 |
| | -دوست دار محیط زیست (استفاده نکردن از محلول‌های آلی در فرایند ساخت و اینکه کاغذ و موم به راحتی به وسیلهٔ سوزاندن می‌توانند از بین بروند) |

## چاپگرهای جوهرافشان
چاپ جوهرافشان یک روش ساخت جدید است که می‌توان ابعاد ماده شیمیایی را با تکنیک‌های دیجیتال چاپ جوهر افشان تعیین کرد. مهم‌ترین موضوعی که در این روش وجود دارد ایجاد افتراق بین موانع آب گریز و کانال‌هایی است که در آن‌ها مواد آب دوست جریان دارد. سیستم‌های چاپ جوهرافشان از فناوری (drop-on-demand(DOD برای چاپ الگوها استفاده می‌کنند که به وسیلهٔ ترشح قطرات جوهر به صورت نقطه به نقطه بر روی یک کاغذ سلولزی در جاهایی که نیاز است، انجام می‌شود. این موارد چاپ جوهر افشان را به یک روش سریع و با دقت بالا تبدیل می‌کنند. چاپ جوهر افشان می‌تواند به‌طور دقیق مولکول‌های زیستی و واکنشگرهای شاخص را به صورت الگوهای میکروفلوئیدی در بیاورد، بنابراین مناطقی که به تغییرات بیولوژیک/شیمیایی حساس هستند در داخل الگو ایجاد می‌کند.
برای محدود کردن کانال‌ها بر روی لایه‌های کاغذ، پیوندهای کووالانسی بین رشته‌های سلولزی می‌توانند به وسیلهٔ استفاده از عوامل وابسته به اندازه مثل(alkenyl succinic anhydrine (ASA
, (alkylketene dimer(AKD یا روزین اصلاح شوند. این واکنش دهنده‌های آب گریز لایه‌های کاغذ را آب گریزتر می‌کنند و AKD منحصراً برای الگوهای میکروفلوئیدیک کاغذی با روش چاپ جوهر افشان استفاده شده‌است.

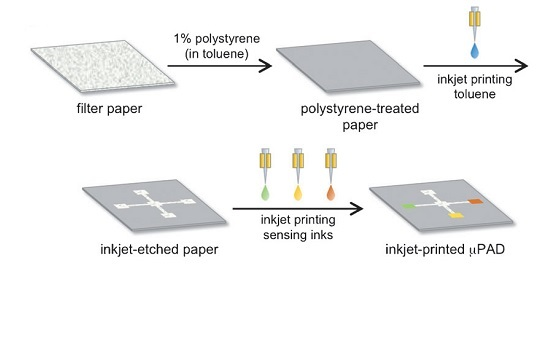
روش چاپ جوهرافشان

| معایب | مزایا                                                                         |
| --- | ----------------------------------------------------------------------------- |
| -در مقایسه با سایر تکنیک‌های چاپ معمول کندتر است (ترشح ماده به صورت نقطه به نقطه در مقایسه با چاپ کل الگو در یک مرحله) | -هزینه کم با بهره‌برداری تجاری بالا                                            |
| -مناسب نبودن برای تولید گسترده                                                                                        | -دارای روند رو به رشد                                                         |
| -چسبندگی جوهر و کشش سطحی به‌طور معمول حرکت جوهر در این شیوهٔ چاپ را محدود می‌کند                                         | -داشتن دقت بالا به علت ترشح نقطه به نقطه قطرات رنگی                           |
| -استفاده از سورفاکتانت(جوهر) در بعضی موارد ممکن است در تشخیص بعضی از پروتئین‌هایی که تخریب شده‌اند، مشکل ایجاد شود)     | -کنترل دیجیتال فرایند چاپ که اجازهٔ اصلاح سریع الگوهای چاپ شده را فرآهم می‌کند. |
| | -امکان ترشح حجم‌های در حد پیکو قطرات رنگی                                      |

## چاپ سنگی نوری
به‌طور کلی فوتولیتوگرافی روش استاندارد برای ساخت صفحاتی است که بر روی آن‌ها مدار چاپ شده و از نور برای ایجاد مسیر بر روی تراشه استفاده می‌شود. این روش به صورت قرار گرفتن در معرض نور از پشت یک ماسک برای طراحی تصویر یک الگو است که بسیار شبیه به فیلم نگاتیو در عکس‌برداری معمولی است. فوتولیتوگرافی یک روش آسان، سریع و ارزان می‌باشد و با این روش نواحی آب گریزی که الگوهای مورد نظر را ایجاد می‌کنند به وسیلهٔ مواد پلی مری ساخته می‌شوند. کانال‌هایی که به وسیلهٔ فوتولیتوگرافی ساخته می‌شوند، دارای شفافیت بالایی هستند؛ در حالی که مثلاً کانال‌هایی که به وسیلهٔ چاپ موم ایجاد می‌شوند دارای شفافیت پایین هستند و نمی‌توان واکنش را مشاهده کرد. اما فوتولیتوگرافی نیاز به حلال‌های آلی، مواد نگاتیو گران‌قیمت و تجهیزات فوتولیتوگرافی است که استفاده کردن از این روش را کمی مشکل‌تر می‌سازد.fast lithography activation of sheets یک روش تغییر یافتهٔ فوتولیتوگرافی است و یک شیوهٔ سریع برای چاپ آزمایشگاهی دستگاه‌های میکروفلوئیدیک است. این روش تنها نیاز به یک لامپ UV و ظروف شست‌وشو دارد و حتی هنگامی که لامپ UV و ظروف شست‌وشو در دسترس نیست؛ این الگوها می‌توانند در برابر نور خورشید نیز محکم شوند و نیاز به clean room و ابزارهای اختصاصی ندارند.

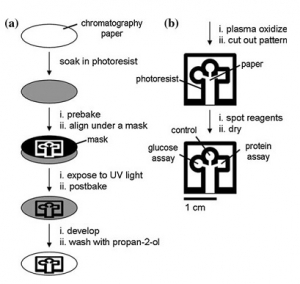
روش فوتولیتوگرافی

| معایب                                                                        | مزایا                                  |
| ---------------------------------------------------------------------------- | -------------------------------------- |
| -نیاز به حلال آلی                                                            | -سرعت بالا(۱۵ دقیقه)                   |
| -نیاز به تجهیزات گران‌قیمت                                                    | -ظرافت بالای کانال‌ها                   |
| -نیاز به یک مرحله شست‌وشوی اضافی برای از حذف پلیمرهای غیر متصل(un-cross link) | -ارائه تکنیک‌های مختلف بر مبنای این روش |
| -آسیب‌پذیر بودن در برابر خم شدن                                               |                                        |

## چاپ بر روی صفحات انعطاف‌پذیر
این روش بر اساس چاپ صفحات انعطاف‌پذیر بر روی پلی استیرن - پلی مری که برای ایجاد لایه‌های کاغذی آب گریز استفاده می‌شود- است. این تکنیک باعث ایجاد مرزهایی برای هدایت مایع روی لایه‌های کاغذ می‌شود. در نتیجه موانع آب گریز ایجاد می‌شوند و فرایند ساخت جوهرهای آب گریز که به‌طور جزئی یا کامل به درون لایه‌های کاغذ نفوذ کنند، انجام می‌شود. بنابراین ساختارهایی که ایجاد می‌شوند، کانال‌هایی خیلی باریک برای عبور مایعات روی کاغذ هستند که باعث می‌شود حجم خیلی کمی از نمونه مصرف شود. یک مزیت بزرگ استفاده از روش چاپ بر روی صفحات انعطاف‌پذیر این است که مولکول‌های زیستی و سایر واکنش دهنده‌های مورد نیاز در تست‌های آنالیزی و تشخیصی می‌توانند به راحتی بر روی لایه‌های کاغذ انجام شوند. ساخت ابزارهای آنالیزکننده با استفاده از میکروفلوئیدیک کاغذی با چاپ بر روی صفحات قابل انعطاف می‌تواند با استفاده از یک فرایند چرخشی انجام شود و به همین دلیل این شیوه یک روش ایده‌آل برای تولید در مقیاس گسترده‌است.

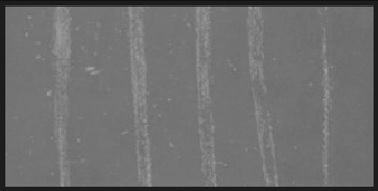
روش چاپ بر روی صفحات انعطاف‌پذیر

| معایب                                  | مزایا                                              |
| -------------------------------------- | -------------------------------------------------- |
| -نیاز به دو مرحله چاپ محلول پلی استیرن | -دارا بودن کانال‌های ظریف برای عبور مایعات          |
| -نیاز به صفحات چاپی مختلف              | -کاهش حجم ماده مصرفی                               |
| -کیفیت چاپ بستگی به نرمی سطح کاغذ دارد | -ایده‌آل برای تولید در مقیاس گسترده                 |
|                                        | -بی‌نیاز از استفاده از گرما برای تولید الگوهای چاپی |

## پرداخت با پلاسما
استفاده از رفتار پلاسما می‌تواند یک شیوه برای ایجاد الگوهای ریزسیال بر روی لایه‌های کاغذ باشد. به منظور ایجاد چنین الگوهایی کاغذ مورد استفاده باید با استفاده از (octadecyltrichlorosilane(OTS، آب گریز می‌شود و سپس این روش با استفاده از پلاسما در ترکیب با یک ماسک که دارای یک شبکه از کانال‌ها است، انجام می‌شود. در نتیجه کانال‌های آب دوست با حاشیه‌های مشخص ایجاد می‌شود. دستگاه‌های میکروفلوئیدیک کاغذی که به وسیلهٔ پرداخت دادن با پلاسما ایجاد می‌شوند این مزیت را دارند که ابزارهای جانبی مثل سوئیچ‌ها، فیلترها و جداکننده‌ها می‌تواند به راحتی در سیستم‌های میکروفلوئیدیک جایگذاری شوند. متأسفانه این روش بدون نقص نیست؛ یک مشکل معمول برای این روش این است که لایه‌ای که زیر ماسک قرار دارد، بیش از اندازه کشیده می‌شود و اندازه الگو را از اندازهٔ ماسک بزرگ‌تر می‌کند. برای حل این مشکل باید این فرایندها به صورت کنترل شده انجام شوند تا کانال‌هایی با عرض ثابت ایجاد کنند و این کار می‌تواند به وسیلهٔ تنظیم سختی و مدت زمان استفاده از پلاسما تعیین شود.

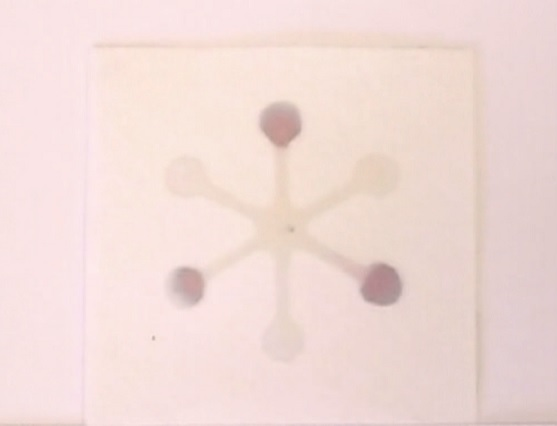
روش plasma treatment

| معایب                                                                                      | مزایا                                              |
| ------------------------------------------------------------------------------------------ | -------------------------------------------------- |
| -لایه‌های زیر ماسک اغلب بیش از حد کشیده می‌شوند و این موضوع کنترل عرض کانال‌ها را مشکل می‌سازد | -ارزان بودن ایجاد الگو برای این روش                |
| -نیاز به ماسک‌های مختلف برای ایجاد اشکال میکروفلوئیدی مختلف بر روی کاغذ                     | -اجزای جانبی به راحتی می‌توانند به سیستم اضافه شوند |

## بهره‌گیری از لیزر
استفاده از لیزر یک روش برای ایجاد الگوهای آب دوست بر به صورت انتخابی بر روی سطوح آب گریز است. فرایند ساخت بر اساس بسپارش پلی‌مرهای حساس به نوری است که با موفقیت امکان جریان یافتن مایعات و مهار کردن آن‌ها وجود دارد. هر نوع کاغذ با پوشش آب گریز می‌تواند برای این منظور استفاده شود. به وسیلهٔ اصلاح سطح و ویژگی‌های کاغذ (آب دوستی/آب گریزی)، یک ساختار خیلی متخلخل ایجاد می‌شود که کمک به گیر افتادن مواد بیولوژیک و شیمیایی در واکنش دهنده‌های آبی کرده و آنالیز را راحت‌تر می‌کند. الگوهای دقیق دو بعدی روی سطوح آب گریز کاغذ با استفاده از لیزرهای CO2 که با رایانه کنترل می‌شوند، ایجاد می‌شود. لیزر سطح را از نظر فیزیکی برای ایجاد ساختارهای میکرو/نانو به وسیلهٔ ذوب و سپس سفت کردن دوبارهٔ پوشش کاغذ انجام می‌دهد که کمک به گیر کردن محلول‌های آبی می‌کند.

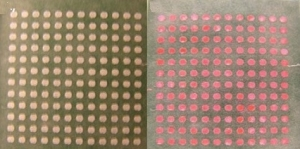
روش laser treatment

| معایب                                       | مزایا                                                   |
| ------------------------------------------- | ------------------------------------------------------- |
| -اجازهٔ جریان مایعات به سطوح جانبی را نمی‌دهد | -روش ساخت ساده و ارزان                                  |
| -نیاز به پوشش اضافی برای جریان مایع         | -دقت بالا                                               |
| -مناسب نبودن برای تولید در در مقیاس گسترده  | -هر نوع کاغذ با پوشش سطحی آب گریز می‌تواند استفاده شود   |
|                                             | -چندمنظوره با کنترل ساده                                |
|                                             | -توانایی تغییر ساختار سطح و ویژگی‌های کاغذ به‌طور انتخابی |

## قلم‌زنی خیس
این روش شامل استفاده از یک کاغذ فیلتر آب دوست می‌شود که با استفاده از محلول تریمتوکسیوتادسیلسیلان نگاره‌های آب گریز روی آن زده شده‌است. قلم زنی کاغذ صافی سیلانیزه شده توسط معرف قلم زنی با استفاده از یک ماسک کاغذی انجام می‌شود که با محلول NaOH نفوذ می‌کند (شامل ۳۰ درصد گلیسرول) و روی کاغذ آب گریز قرار می‌گیرد. این سبب می‌شود تا ناحیهٔ پوشیده شده با ماسک به یک ناحیه بسیار آب دوست تبدیل شود حال آن که ناحیه آب گریز به همان صورت باقی خواهد ماند. نتیجه‌ای که گرفته شد موانع آب گریزی هستند که کانال‌های آب دوستی که به عنوان مخازن میکرو و مناطق شناسایی عمل می‌کنند را محدود می‌کنند.

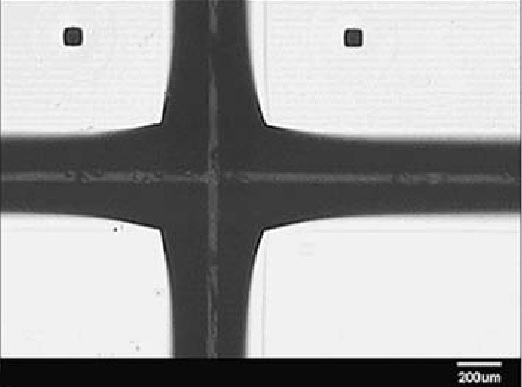
روش قلم زنی خیس

| معایب                         | مزایا                                           |
| ----------------------------- | ----------------------------------------------- |
| لوازم چاپ باید customize شوند | این روش نیازی به تجهیزات و مواد گران‌قیمتی ندارد |

## چاپ صفحه
برای انجام الکترو شیمی دو قطبی، الکترودهای کربنی که به صورت مستقیم روی صفحه چاپ شده‌اند می‌توانند مورد استفاده قرار بگیرند. به علاوه دنباله‌ای از ۱۸ الکترود دو قطبی چاپ شده بر روی صفحه می‌توانند به صورت هم‌زمان توسط یک جفت الکترود کنترل شوند. شرایط الکترو شیمیایی الکترودهای دو قطبی توسط Cl بررسی می‌شود. این موضوع امکان جفت کردن الکتروشیمیایی دو قطبی را برای دستگاه‌های ریزسیال کاغذی تحلیلی، نشان می‌دهد که می‌توان اندازه‌گیری‌های بسیار دقیق و کم هزینه را انجام داد.

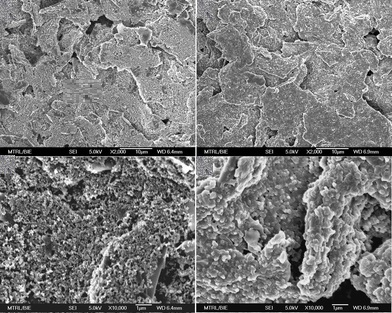
روش چاپ صفحه

| معایب                                             | مزایا                                 |
| ------------------------------------------------- | ------------------------------------- |
| کانال‌های میکروفلوئیدیک با رزولوشن پایین           | دستگاه‌ها را با روشی ساده فراهم می‌آورد |
| نیازمند صفحات چاپ مجزا برای انواع مختلف الگو هاست |                                       |

## چاپ مومی‌شکل صفحه
چاپ مومی شکل صفحه یک روش ساده و ارزان برای ساخت دستگاه‌های تحلیلی ریزسیال کاغذی است. روش سادهٔ ساخت آن شامل چاپ الگوهایی از موم روی سطح کاغذ با استفاده از یک روش سادهٔ چاپ صفحه است. موم چاپ شده سپس به درون کاغذ ذوب می‌شود تا موانع آب گریزی را با استفاده از یک صفحهٔ داغ تشکیل دهد. همان‌طور که پیش تر مشاهده شد، موم یک مادهٔ ارزان قیمت است و می‌تواند از هر جایی تهیه شود؛ همین‌طور دوست دار محیط زیست است. این روش نیازمند یک چاپگر موم و صفحات چاپی ارزان قیمت است. هم چنین روش چاپ مومی بدون استفاده از اتاق استریل، لامپ فرابنفش، حلال‌های ارگانیک یا لوازم پیچیده صورت می‌گیرد. مزیت بزرگ دیگر این روش در مقایسه با روش‌های پیشین، این است که فقط به یک پلیت داغ معمولی یا سطحی مشابه و یک صفحه معمولی چاپ که می‌تواند در هر جای جهان تولید شود، نیازمند است که این روش را به روشی عالی برای ساختµPADها در کشورهای در حال توسعه تبدیل می‌کند. در نهایت، این روش ساخت برای هر دو روش شناسایی الکتروشیمیایی و رنگ سنجی، کاربرد دارد.

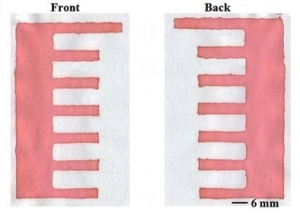
روش چاپ مومی شکل صفحه

| معایب                         | مزایا                                                                 |
| ----------------------------- | --------------------------------------------------------------------- |
| نیازمند شبکهٔ الگودار است      | صفحات چاپ ارزان قیمت اند                                              |
| برای ساخت پروتوتایپ کافی نیست | دوست دار محیط زیست است.                                               |
|                               | فقط به یک پلیت داغ معمولی نیازمند است.                                |
|                               | با معضل تداخل مواد باقی‌مانده در کانال آب دوست پس از ساخت، مشکلی ندارد |

## دستگاه‌های سه‌بعدی
دستگاه‌های میکروفلوئیدیک کاغذی سه بعدی با قرار دادن لایه‌های کاغذ روی هم به وسیلهٔ چسب‌های دو طرفهٔ نفوذپذیر به آب تولید می‌شوند. به‌طوری‌که جریان مایع را بین لایه‌های کاغذ برقرار می‌کنند. دستگاه‌های کاغذی سه بعدی، هر میکرولیتر از حجم مایعات را از یک منفذ ورودی دریافت کرده و به نقاط شناسایی مختلف پخش می‌کنند؛ بنابراین انجام فرایندهای آنالیز جدید بدون پمپ خارجی را برای ما میسر می‌سازند. مایعات می‌توانند به صورت عمودی (بالا و پایین) و به سرعت بین لایه‌های کاغذ حرکت کنند. (هر لایه تنها ۱۰۰ تا ۲۰۰ میکرون ضخامت دارد). و همین‌طور می‌توانند پخش شوند و با معرف‌های متفاوتی در لایه‌های مختلف ترکیب شده یا فیلتر شوند.
پلیمر آب گریزی که در داخل کاغذها الگوسازی کرده‌است، کانال‌هایی که مایعات به بیرون از آن عبور می‌کنند را محدود کرده و لایه‌های چسب دوطرفهٔ نفوذپذیر به آب کانال‌های لایه‌های مجاور کاغذ را از هم جدا می‌کند. هم چنین حفره‌هایی چسب را سوراخ کرده و حرکات عمودی آب را میسر می‌سازند. در نهایت لایه‌های استفاده شده در دستگاه‌های میکروفلوئیدیک کاغذی سه بعدی، می‌توانند به وسیلهٔ کاغذهای متفاوتی ساخته شوند و کاربردهای مختلفی که توسط انواع مختلف کاغذ ارائه می‌شود می‌توانند در یک دستگاه جمع شوند. همچنین هزینهٔ مواد اولیه تقریباً سه صدم تا سه هزارم دلار به ازای هر سانتی‌متر مکعب از هر لایه کاغذ می‌باشد.
با استفاده از قوانین اوریگامی نیز دستگاه‌های میکروفلوئیدیک کاغذی را می‌توان ساخت. روش اوریگامی نیازی به چسب که سبب آلودگی یا جذب غیر اختصاصی می‌شوند، ندارد. استفاده نکردن از چسب همچنین گردآوری دستگاه را تسریع کرده و نیاز به برش لیزری را از بین می‌برد. دستگاه چند لایه با تا کردن‌های متوالی یک لایه کاغذ تهیه می‌شود که بدون استفاده از ابزارآلات خاص در کمتر از ۱ دقیقه صورت می‌پذیرد. دستگاه می‌تواند به سادگی به حالت یک لایه بازگردد؛ بنابراین همهٔ لایه‌ها می‌توانند برای آنالیز موازی مورد استفاده قرار بگیرند.

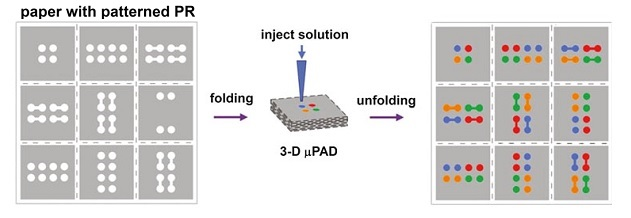
استفاده از اریگامی برای ساخت دستگاه‌های ریزسیال کاغذی